# West Hants Championships 1950
Die West Hants Championships 1950 im Badminton fanden am 25. März 1950 in Bournemouth statt.

## Die Sieger
| Disziplin    | Sieger                       |
| ------------ | ---------------------------- |
| Herreneinzel | Tom Wingfield                |
| Dameneinzel  | Queenie Allen                |
| Herrendoppel | Tom Wingfield Eddy J. Choong |
| Damendoppel  | K. M. Henderson Mimi Wyatt   |
| Mixed        | Warwick Shute Queenie Allen  |